# Oakleigh (Nouvelle-Zélande)
Oakleigh  est une localité de la région du Northland située dans l’Île du Nord de la Nouvelle-Zélande.

## Situation
C’est un village localisé à 23 km au sud de la ville de Whangarei dans le  district de Whangarei  sur le trajet de la route principale et de la  ligne nord d’Auckland (en).

## Toponymie
La place fut nommée d’après un bouquet de plusieurs gros chênes présents à cet endroit-là, dans la mesure où le nouveau bureau de poste construit en 1910 nécessitait un nom , .

## Installation
Le village avait une gare depuis 1923 et  jusqu’en 1975   et la branche proposée nommée branche de Marsden Point (en) en direction de Northport  devrait quitter la ligne nord d’Auckland (en) au niveau de la localité d'Oakleigh.